# Kryptoportikus

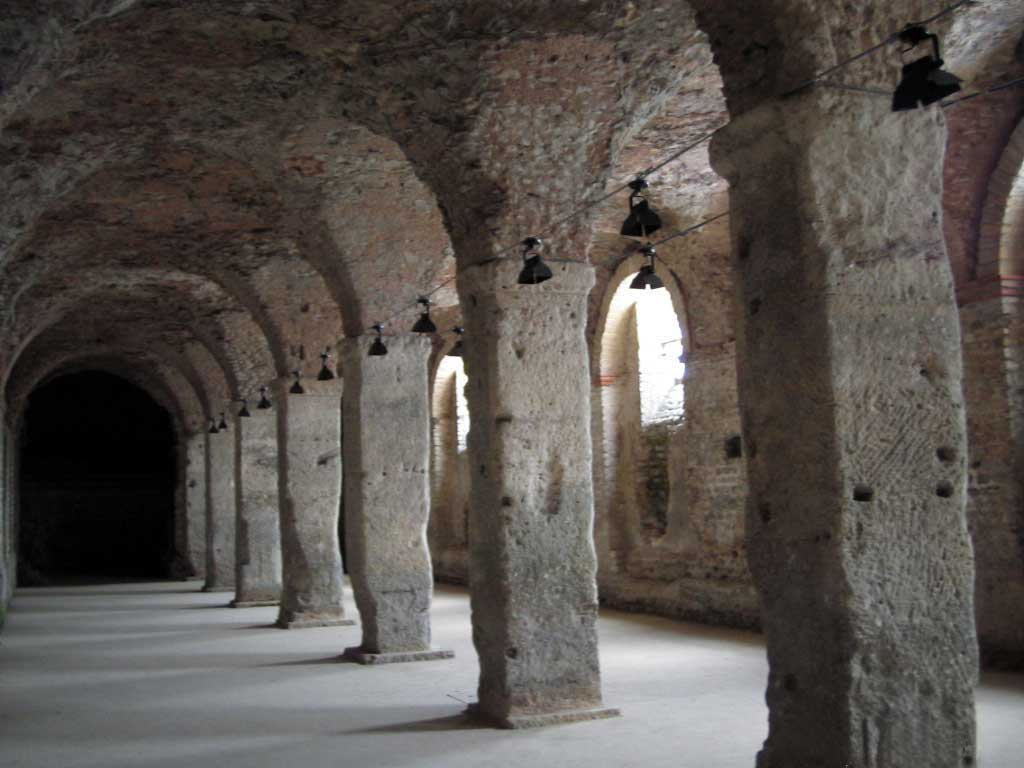
Kryptoportikus von Reims

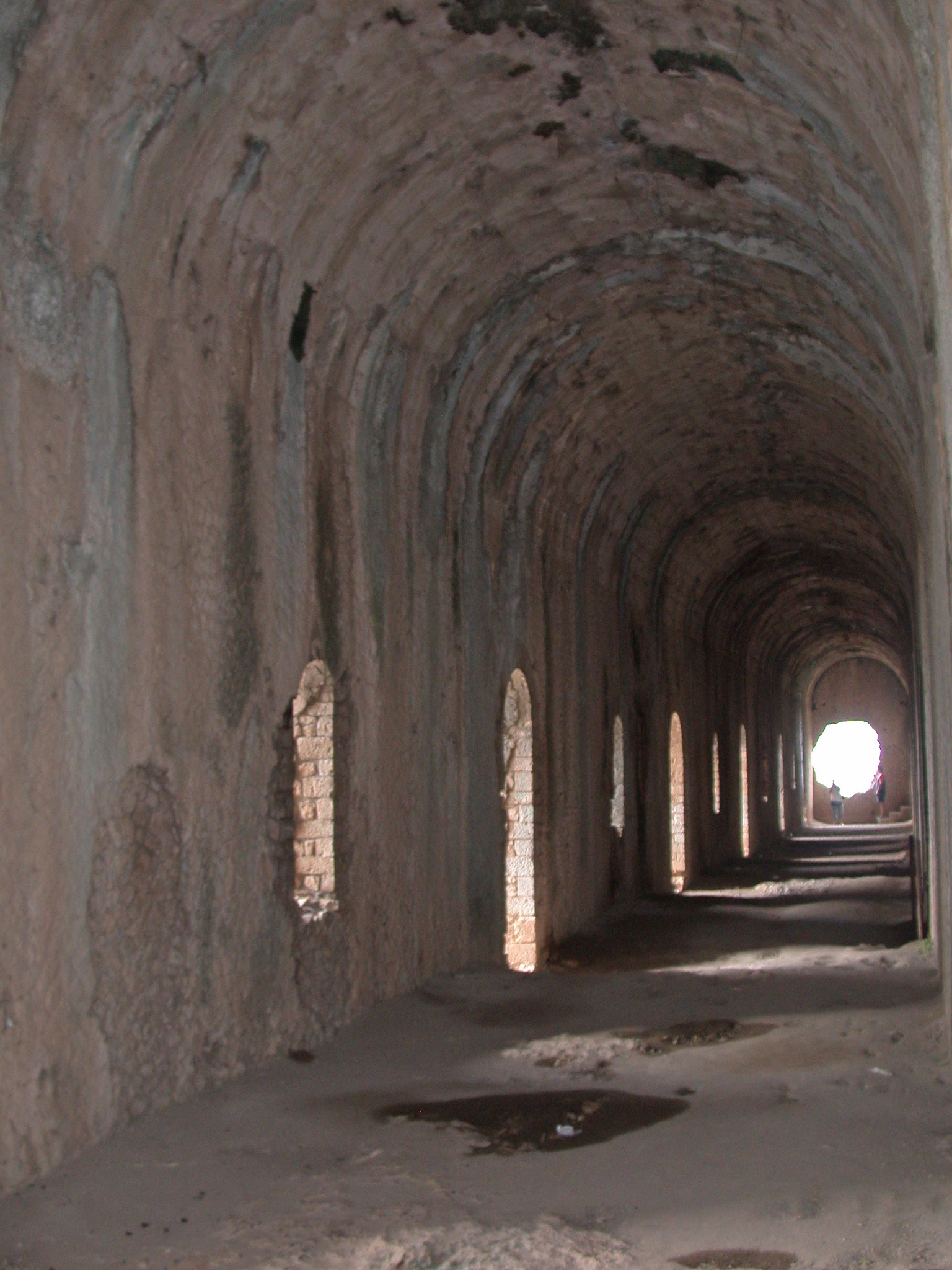
Kryptoportikus in den Substruktionen des Jupitertempels in Terracina

Ein (fachsprachlich auch: eine) Kryptoportikus (von griechisch kryptós = „verborgen“ und lateinisch porticus = „Laufgang“) ist ein ganz oder teilweise unterirdisch gelegener Gewölbegang. In einem davon abweichenden Wortgebrauch bezeichnete Plinius der Jüngere (1. Jahrhundert n. Chr.) auch einen oberirdisch verlaufenden überdachten, von seiner Umgebung abgeschlossenen Wandelgang innerhalb von Villenanlagen als cryptoporticus.
In der römischen Architektur wurden Kryptoportiken genutzt, um Höhenunterschiede bei der Planung und Schaffung von Gebäuden zu kompensieren und diesen ein festes Fundament zu verschaffen. Daneben ist aufgrund der gehobenen Ausstattung der meisten Gänge mit Verputz, Wandmalerei etc. davon auszugehen, dass diese als schattige Wandelgänge zum Promenieren in den Hitzestunden des Tages genutzt wurden. Für die in der älteren Literatur oft postulierte Verwendung als Lagerraum (horreum) fanden sich bislang keine eindeutigen archäologischen Nachweise.
Im modernen Sprachgebrauch wird der Terminus allgemein für langgezogene Gewölbegänge verwendet. Besonderes Kennzeichen dieses Bautypus ist die gezielte Aufwertung des Innenraumes mittels Fenstern, Wandmalerei, Mosaiken etc. Dadurch unterscheidet sich der Kryptoportikus von reinen Substruktionsräumen und erhält einen eigenen Stellenwert.

## Verbreitung
Ein erstes Auftreten dieser Gewölbegänge ist im 2. Jahrhundert v. Chr. in Mittelitalien bezeugt und auf die zu dieser Zeit stark verbesserte Technik des Gewölbebaus zurückzuführen. Zuerst auf Terrassenbauten beschränkt, trat der Kryptoportikus ab der Zeitenwende auch als oberirdischer Bauträger auf, häufig in Verbindung mit ein- oder mehrflügeligen Säulenhallen. Eine Blüte erreichte der Bautypus im 1. Jahrhundert n. Chr. und war in den westlichen Provinzen des Römischen Reiches beispielsweise bei Foren weit verbreitet.

## Beispiele

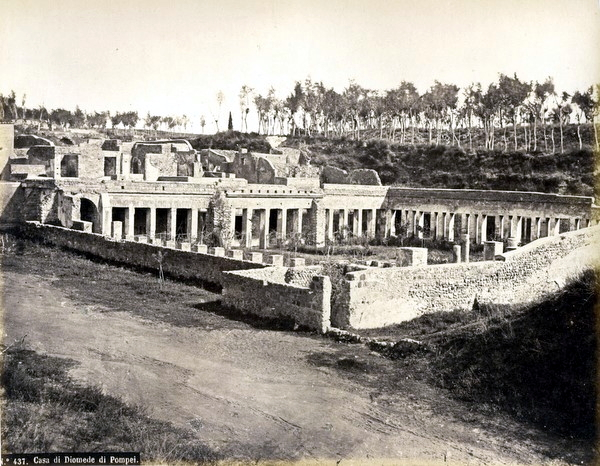
Das Haus des Diomedes, eine Vorstadtvilla bei Pompeji, besitzt einen von Kryptoportiken umgebenen Garten

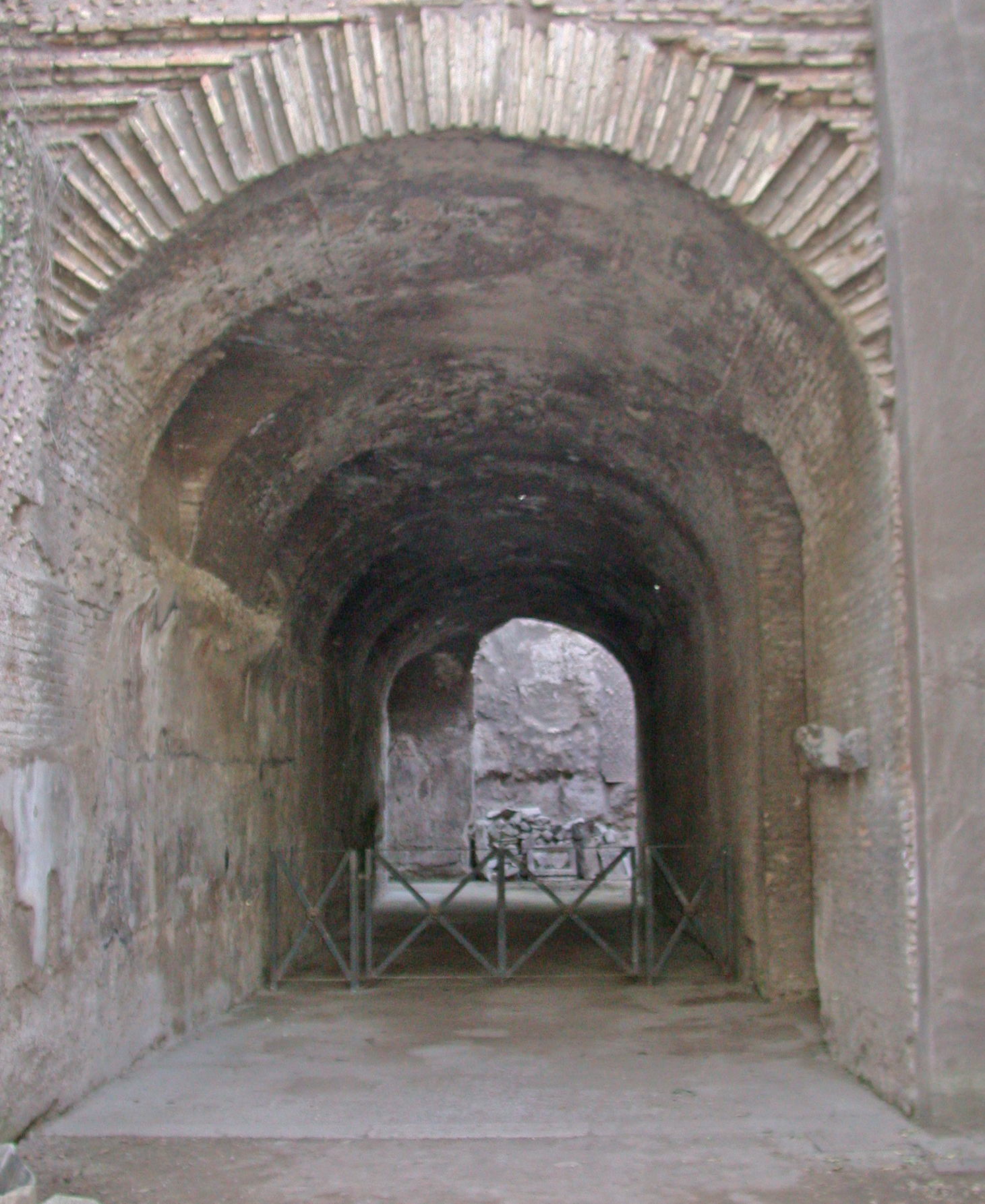
Kryptoportikus des Nero in der Domus Tiberiana in Rom

Kryptoportiken finden sich unter anderem an folgenden Standorten:
- Aosta (Forum)
- Arles (Forum)

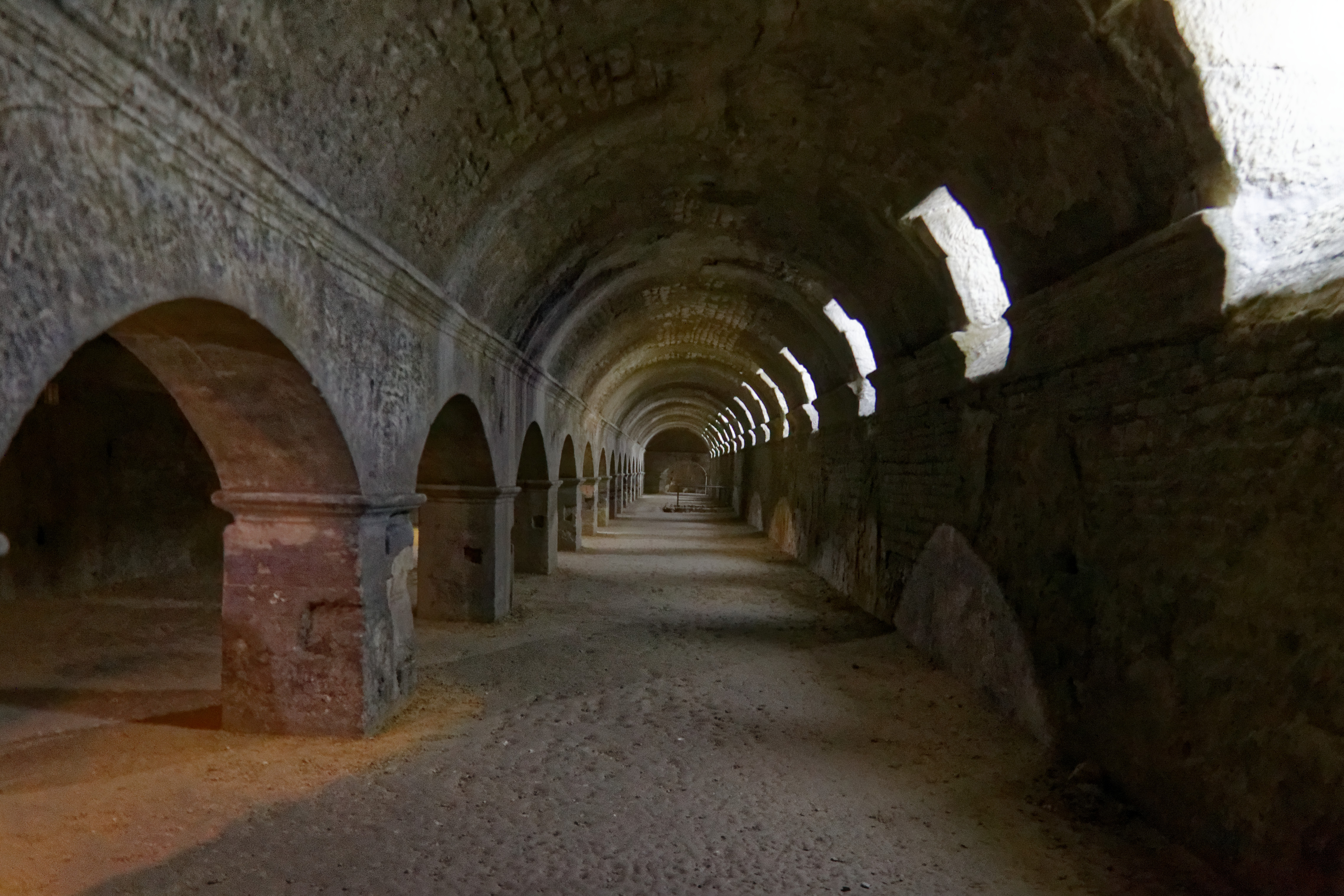
Kryptoportikus des römischen Forums in Arles

- Bavay (Nord-Pas-de-Calais) (Forum)
- Boos, Ldkr. Bad Kreuznach (römische Villa)
- Buchs ZH
- Castel Gandolfo (Gärten der Villa des Domitian in der Villa Barberini)
- Coimbra
- Colonia Claudia Ara Agrippinensium
- Córdoba (Palastanlage Cercadilla)
- Kanatha
- Karthago
- Marcianopolis
- Narbonne
- Pompeji (Villa dei Misteri, Casa del Criptoportico)
- Reims (Forum, siehe Kryptoportikus von Reims)
- Rom (Domus Aurea, Palatin)
- Sessa Aurunca (Campania) (Porticus beim Theater)
- Tivoli (Villa Hadriana)
- Urbisaglia (Marche) Forum
- Vicenza siehe Römisches Kryptoportikus (Vicenza)